# ヴェントヴォーチェ
ヴェントヴォーチェ（欧字名:Vento Voce、2017年4月20日 - ）は、日本の競走馬。主な勝ち鞍は2022年のキーンランドカップ、2023年のオーシャンステークス。
馬名の意味は、イタリア語で「風の声」。

## 戦績

### 3歳・4歳（2020年・2021年）
2歳時はデビュー出来ず、2020年1月26日の小倉競馬場5レース・3歳新馬戦（芝1200m）でデビューし初勝利。4月18日の1勝クラス・雪うさぎ賞2着を挟んで、5月9日の1勝クラス・はやぶさ賞と7月18日の2勝クラス・鶴ヶ城特別と連勝し、一気に準オープンに昇格した。その後約1年ほど休養し、休養明け2戦目となった2021年7月24日の3勝クラス・TVh杯を勝利しオープン入りを果たす。10月9日のリステッド競走・オパールステークスでは1番人気に推され、3番手でレースを進めたが直線で伸びを欠き5着に敗れる。

### 5歳（2022年）
5歳シーズン初戦となった2月13日の北九州短距離ステークスは好位中団から脚を伸ばすも4着に終わったが、2戦目のリステッド競走・春雷ステークスでシーズン初・オープン昇格後初勝利を挙げた。重賞初出走となった6月12日の函館スプリントステークス、7月31日のアイビスサマーダッシュは共に上位人気に支持されたが、どちらも着外に敗北。3度目の重賞挑戦で出走した8月28日のキーンランドカップは中団に控えて脚をため、直線で馬群の内から力強く伸びて先行各馬を差し切り、念願の重賞初優勝を果たした。GI初出走となった10月2日のスプリンターズステークスは伸びを欠き11着完敗に終わった。

### 6歳（2023年）
6歳シーズンは3月4日に中山競馬場で行われたオーシャンステークスより始動。勝負どころで外から勢い良く位置を押し上げ、4コーナーで先頭集団に並びかけた。勢いそのままに馬群を突き抜け、追い込んできた2着ディヴィナシオンに2馬身差をつけて優勝。5か月振りの実戦で重賞2勝目を飾るとともに、高松宮記念の優先出走権も手にした。3月26日に行われた高松宮記念では道中中団で脚を溜めるも不良馬場に泣き8着に敗れる。その後、繋靱帯炎を発症して長期の休養に入った。

### 7歳・8歳（2024年・2025年）
2024年9月29日のスプリンターズステークスで1年半ぶりに復帰。レースでは中団で待機したが直線でズルズルと後退して16着と殿負けを喫する。11月24日の京阪杯では10番人気の低評価であったが中団追走から直線で鋭く脚を伸ばして3着と好走する。8歳となった2025年も現役を続行し、始動戦となった3月1日のオーシャンステークスでは好位追走から直線でしぶとく追い上げてきたがママコチャの4着に敗れる。その後、3月30日に行われる高松宮記念に向けて調整されていたが繋靱帯炎を再発したため、3月25日の同レースの出走を回避して現役を引退することを管理する牧浦調教師により明らかにした。4月18日付けでJRAの競走馬登録を抹消され、乗馬になる予定だが繋養先は未定である。

## 競走成績
以下の内容は、JBISサーチおよびnetkeiba.comの情報に基づく。
| 競走日     | 競馬場 | 競走名           | 格   | 距離（馬場）  | 頭 数 | 枠 番 | 馬 番 | オッズ （人気） | 着順 | タイム （上がり3F） | 着差 | 騎手        | 斤量 [kg] | 1着馬（2着馬）         | 馬体重 [kg] |
| ---------- | ------ | ---------------- | ---- | ------------- | ----- | ----- | ----- | --------------- | ---- | ------------------- | ---- | ----------- | --------- | ---------------------- | ----------- |
| 2020.01.26 | 小倉   | 3歳新馬          |      | 芝1200m（重） | 18    | 7     | 14    | 007.30（3人）   | 01着 | R1:11.1（36.3）     | -0.1 | 0西村淳也   | 55        | （ゼツエイ）           | 496         |
| 0000.04.18 | 福島   | 雪うさぎ賞       | 1勝  | 芝1200m（稍） | 16    | 6     | 11    | 003.20（1人）   | 02着 | R1:11.4（37.2）     | -0.3 | 0西村淳也   | 56        | ジュニパーベリー       | 496         |
| 0000.05.09 | 新潟   | はやぶさ賞       | 1勝  | 芝1000m（良） | 14    | 5     | 7     | 004.00（1人）   | 01着 | R0:55.1（32.7）     | -0.3 | 0蛯名正義   | 56        | （シャイニールミナス） | 500         |
| 0000.07.18 | 福島   | 鶴ヶ城特別       | 2勝  | 芝1200m（稍） | 16    | 8     | 16    | 004.30（2人）   | 01着 | R1:09.0（34.9）     | -0.2 | 0蛯名正義   | 54        | （マイネルアルケミー） | 506         |
| 2021.07.03 | 福島   | テレビユー福島賞 | 3勝  | 芝1200m（良） | 16    | 4     | 7     | 006.30（5人）   | 03着 | R1:08.5（35.2）     | -0.2 | 0石橋脩     | 57        | アカノニジュウイチ     | 528         |
| 0000.07.24 | 函館   | TVh杯            | 3勝  | 芝1200m（良） | 12    | 8     | 12    | 003.00（1人）   | 01着 | R1:08.5（34.5）     | -0.1 | 0武豊       | 57        | （ファーストフォリオ） | 518         |
| 0000.10.09 | 阪神   | オパールS        | L    | 芝1200m（良） | 16    | 6     | 11    | 002.70（1人）   | 05着 | R1:08.6（34.1）     | -0.4 | 0川田将雅   | 55        | サヴォワールエメ       | 512         |
| 2022.02.13 | 小倉   | 北九州短距離S    | OP   | 芝1200m（稍） | 18    | 6     | 11    | 008.20（4人）   | 04着 | R1:08.8（34.8）     | -0.1 | 0吉田隼人   | 56        | ビオグラフィー         | 518         |
| 0000.04.10 | 中山   | 春雷S            | L    | 芝1200m（良） | 16    | 5     | 9     | 004.70（1人）   | 01着 | R1:06.8（33.1）     | -0.5 | 0西村淳也   | 55        | （タイセイビジョン）   | 518         |
| 0000.06.12 | 函館   | 函館スプリントS  | GIII | 芝1200m（良） | 16    | 4     | 8     | 004.80（2人）   | 07着 | R1:07.7（34.1）     | -0.5 | 0西村淳也   | 56        | ナムラクレア           | 518         |
| 0000.07.31 | 新潟   | アイビスSD       | GIII | 芝1000m（良） | 18    | 7     | 13    | 002.90（1人）   | 09着 | R0:55.2（33.1）     | -0.8 | 0福永祐一   | 56        | ビリーバー             | 516         |
| 0000.08.28 | 札幌   | キーンランドC    | GIII | 芝1200m（良） | 15    | 4     | 8     | 012.30（6人）   | 01着 | R1:09.1（34.0）     | -0.1 | 0C.ルメール | 56        | （ウインマーベル）     | 518         |
| 0000.10.02 | 中山   | スプリンターズS  | GI   | 芝1200m（良） | 16    | 6     | 12    | 020.50（9人）   | 11着 | R1:08.4（34.7）     | -0.6 | 0西村淳也   | 57        | ジャンダルム           | 518         |
| 2023.03.04 | 中山   | オーシャンS      | GIII | 芝1200m（良） | 16    | 5     | 9     | 004.40（2人）   | 01着 | R1:07.4（33.3）     | -0.3 | 0C.ルメール | 57        | （ディヴィナシオン）   | 514         |
| 0000.03.26 | 中京   | 高松宮記念       | GI   | 芝1200m（不） | 18    | 4     | 7     | 016.00（7人）   | 08着 | R1:12.1（35.9）     | -0.6 | 0西村淳也   | 58        | ファストフォース       | 520         |
| 2024.09.29 | 中山   | スプリンターズS  | GI   | 芝1200m（良） | 16    | 8     | 15    | 056.5（12人）   | 16着 | R1:08.4（34.8）     | -1.4 | 0C.ルメール | 58        | ルガル                 | 518         |
| 0000.11.24 | 京都   | 京阪杯           | GIII | 芝1200m（良） | 18    | 1     | 2     | 028.1（10人）   | 03着 | R1:08.1（33.6）     | -0.4 | 0M.デムーロ | 57        | ビッグシーザー         | 528         |
| 2025.03.01 | 中山   | オーシャンS      | GIII | 芝1200m（良） | 15    | 7     | 13    | 009.60（5人）   | 04着 | R1:07.6（33.3）     | -0.5 | 0C.ルメール | 57        | ママコチャ             | 518         |

## 血統表
| ヴェントヴォーチェの血統                 | ヴェントヴォーチェの血統                 | ヴェントヴォーチェの血統    | （血統表の出典）            | （血統表の出典） |
| 父系                                     | ノーザンダンサー系                       | ノーザンダンサー系          | ノーザンダンサー系          | [ § 2 ]          |
| 父 *タートルボウル Turtle Bowl 2002 鹿毛 | 父の父Dyhim Diamond 1994 栗毛            | Night Shift                 | Northern Dancer             | Northern Dancer  |
| 父 *タートルボウル Turtle Bowl 2002 鹿毛 | 父の父Dyhim Diamond 1994 栗毛            | Night Shift                 | Ciboulette                  |                  |
| 父 *タートルボウル Turtle Bowl 2002 鹿毛 | 父の父Dyhim Diamond 1994 栗毛            | Happy Landing               | Homing                      | Homing           |
| 父 *タートルボウル Turtle Bowl 2002 鹿毛 | 父の父Dyhim Diamond 1994 栗毛            | Happy Landing               | Laughing Goddess            |                  |
| 父 *タートルボウル Turtle Bowl 2002 鹿毛 | 父の母Clara Bow 1990 鹿毛                | Top Ville                   | High Top                    | High Top         |
| 父 *タートルボウル Turtle Bowl 2002 鹿毛 | 父の母Clara Bow 1990 鹿毛                | Top Ville                   | Sega Ville                  |                  |
| 父 *タートルボウル Turtle Bowl 2002 鹿毛 | 父の母Clara Bow 1990 鹿毛                | Kamiya                      | Kalamoun                    | Kalamoun         |
| 父 *タートルボウル Turtle Bowl 2002 鹿毛 | 父の母Clara Bow 1990 鹿毛                | Kamiya                      | Shahinaaz                   |                  |
| 母 ランウェイスナップ 2005 栗毛          | 母の父Distant View 1991 栗毛             | Mr. Prospector              | Raise a Native              | Raise a Native   |
| 母 ランウェイスナップ 2005 栗毛          | 母の父Distant View 1991 栗毛             | Mr. Prospector              | Gold Digger                 |                  |
| 母 ランウェイスナップ 2005 栗毛          | 母の父Distant View 1991 栗毛             | Seven Springs               | Irish River                 | Irish River      |
| 母 ランウェイスナップ 2005 栗毛          | 母の父Distant View 1991 栗毛             | Seven Springs               | La Trinite                  |                  |
| 母 ランウェイスナップ 2005 栗毛          | 母の母*クリアーパス Clear Path 1998 栗毛 | A.P. Indy                   | Seattle Slew                | Seattle Slew     |
| 母 ランウェイスナップ 2005 栗毛          | 母の母*クリアーパス Clear Path 1998 栗毛 | A.P. Indy                   | Weekend Surprise            |                  |
| 母 ランウェイスナップ 2005 栗毛          | 母の母*クリアーパス Clear Path 1998 栗毛 | Masake                      | Master Willie               | Master Willie    |
| 母 ランウェイスナップ 2005 栗毛          | 母の母*クリアーパス Clear Path 1998 栗毛 | Masake                      | Northern Lake               |                  |
| 母系(F-No.)                              | クリアーパス(USA)系(FN:1-n)              | クリアーパス(USA)系(FN:1-n) | クリアーパス(USA)系(FN:1-n) |                  |
| 5代内の近親交配                          | Northern Dancer：4×5 9.38%               | Northern Dancer：4×5 9.38%  | Northern Dancer：4×5 9.38%  |                  |
| 出典                                     | 1. 2.                                    | 1. 2.                       | 1. 2.                       | 1. 2.            |

- 従兄弟にオープン2勝、2023年朝日杯フューチュリティステークス2着のエコロヴァルツがいる。